# Hausen am Albis
Hausen am Albis (bis 1911 offiziell Hausen) ist eine politische Gemeinde im Bezirk Affoltern  (älter: Knonauer Amt, pop. Söiliamt) des Kantons Zürich in der Schweiz. Ihr Mundartname ist Huuse.

## Geographie
Hausen am Albis liegt im Süden des Kantons Zürich im Bezirk Affoltern, auf der Südseite des Albis. Die im oberen Jonental gelegene Gemeinde besteht aus den Dörfern Hausen und Ebertswil sowie den Weilern Türlen, Vollenweid, Tüfenbach, Hinter-, Mittel- und Oberalbis, Husertal, Hirzwangen und Schweikhof. Das Einzugsgebiet der Gemeinde erstreckt sich von Sihlbrugg bis zum Türlersee. Damit ist Hausen am Albis mit insgesamt 13,64 km² flächenmässig die grösste Gemeinde im Bezirk. Der höchste Punkt der Gemeinde liegt auf 916 m ü. M. (Bürglen), der tiefste auf 532 m ü. M. (Sihlbrugg). Hausen am Albis liegt zwischen den Städten Zürich und Zug.

Hausen am Albis, historisches Luftbild von 1924, aufgenommen aus 500 Metern Höhe von Walter Mittelholzer

## Ortsteile und Weiler

### Heisch
Heisch ist ein Ortsteil, der heute mit Hausen zusammengewachsen ist. Er liegt circa einen Kilometer westlich vom Dorfzentrum und wird in Ober- und Unterheisch unterteilt. Die Grenze zwischen den Dorfteilen Heisch und Hausen verläuft ungefähr bei der ehemaligen Sennerei (heutiger Druckereibetrieb).

### Ebertswil
Ebertswil liegt im Süden der Gemeinde, circa zwei Kilometer vom Dorfzentrum entfernt und zählte mit Stand 31. Dezember 2007 667 Einwohner.
Die Lage des Ortes auf einem leicht erhöhten Plateau erlaubt eine weite Sicht auf den Kanton Zug mit dem Zugersee und in die Schweizer Alpen. Direkt in südlicher Richtung sieht man die Rigi und rechts davon den Pilatus. Dazwischen stehen bekannte Berge wie Eiger, Mönch und Jungfrau.

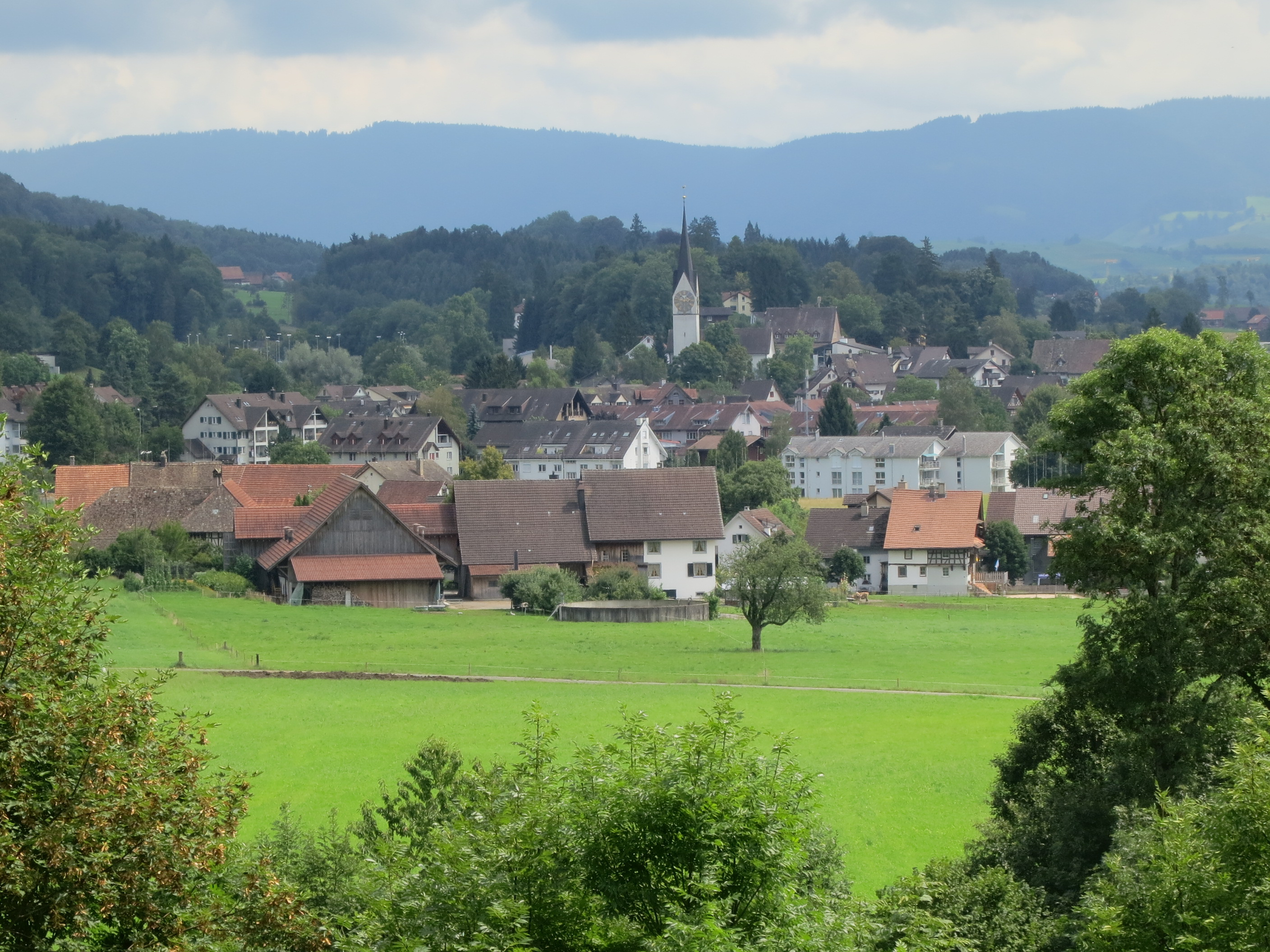
Heisch und Hausen
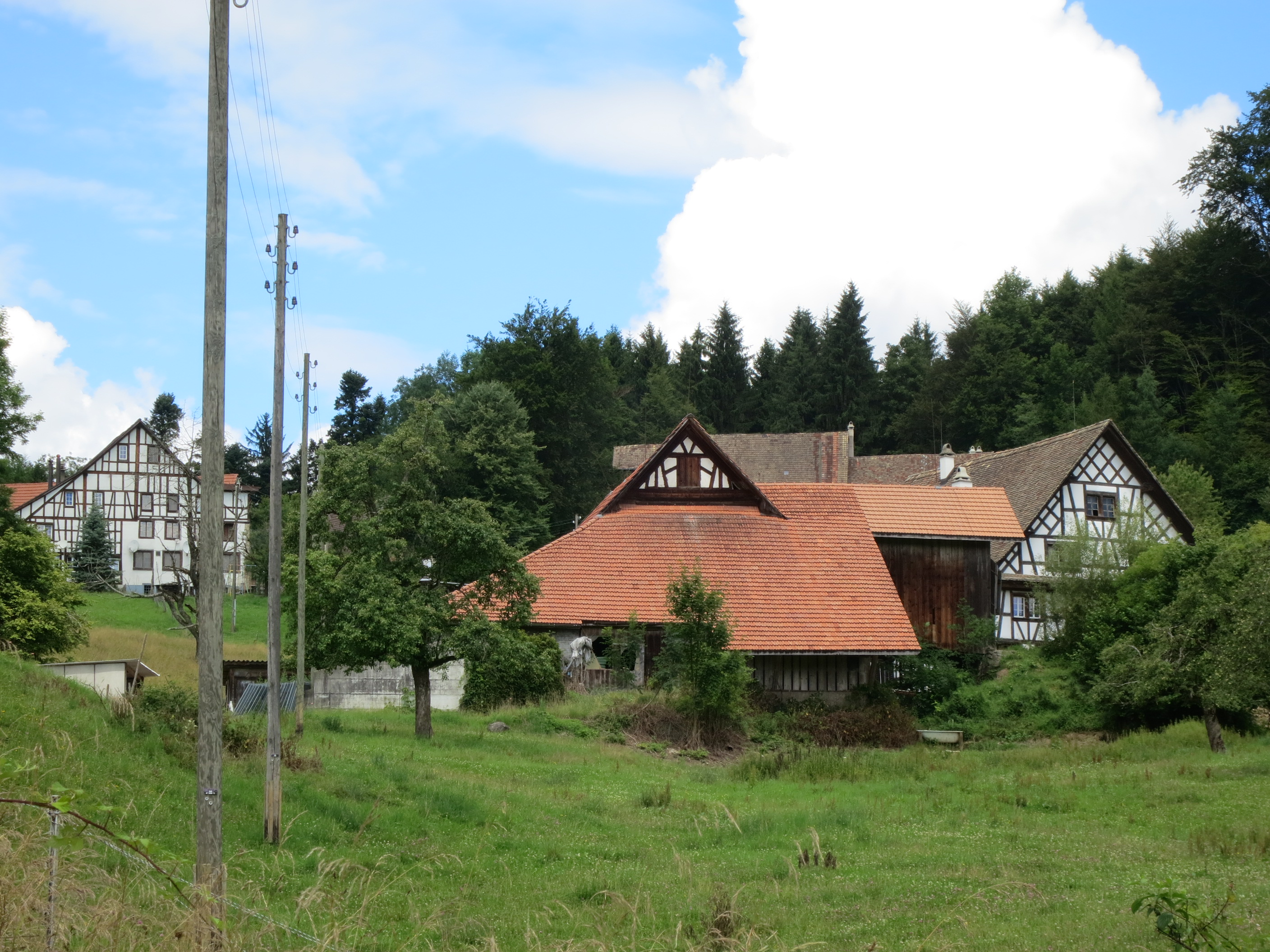
Oberer und unterer Schweikhof
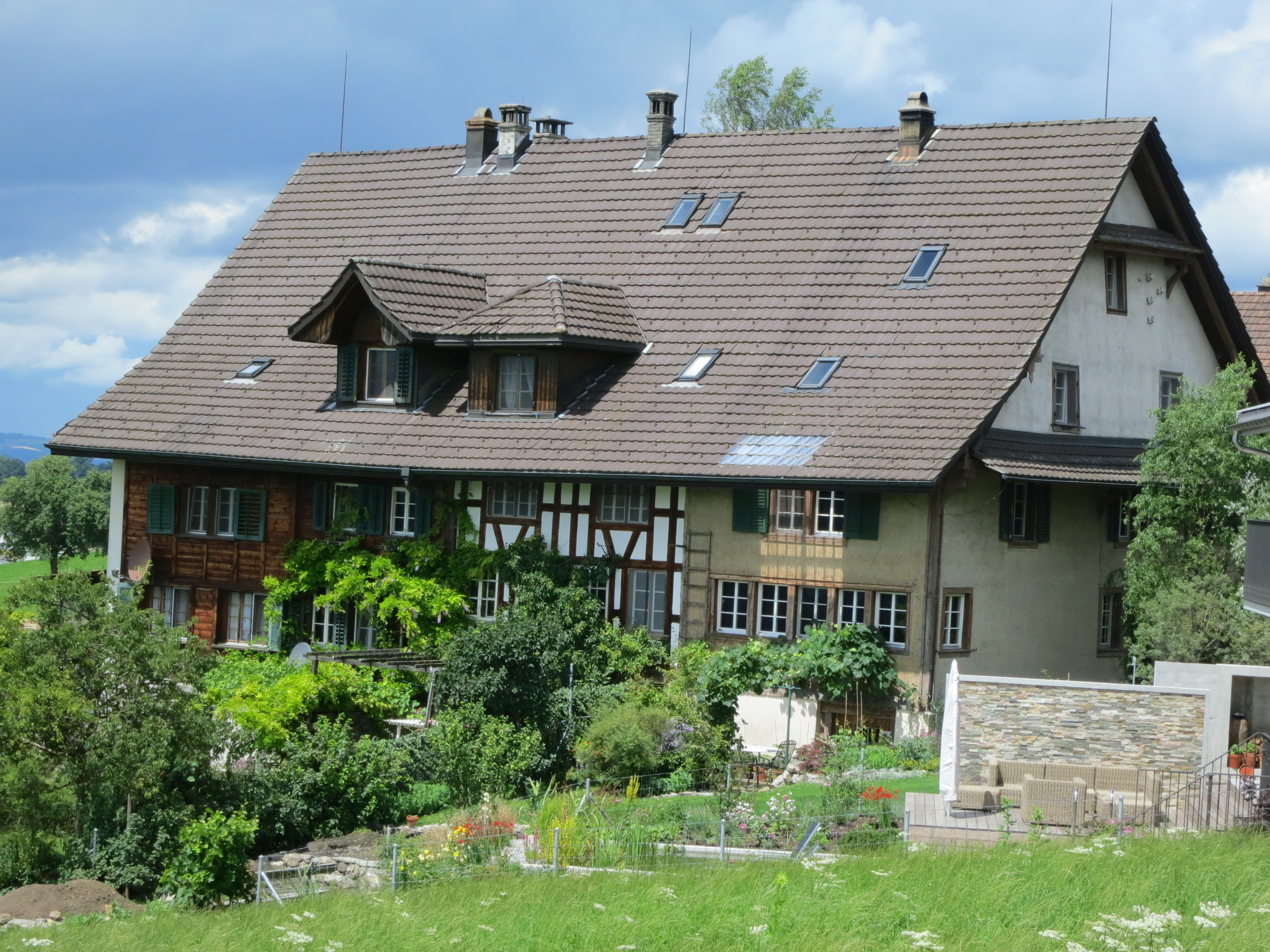
Hirzwangen
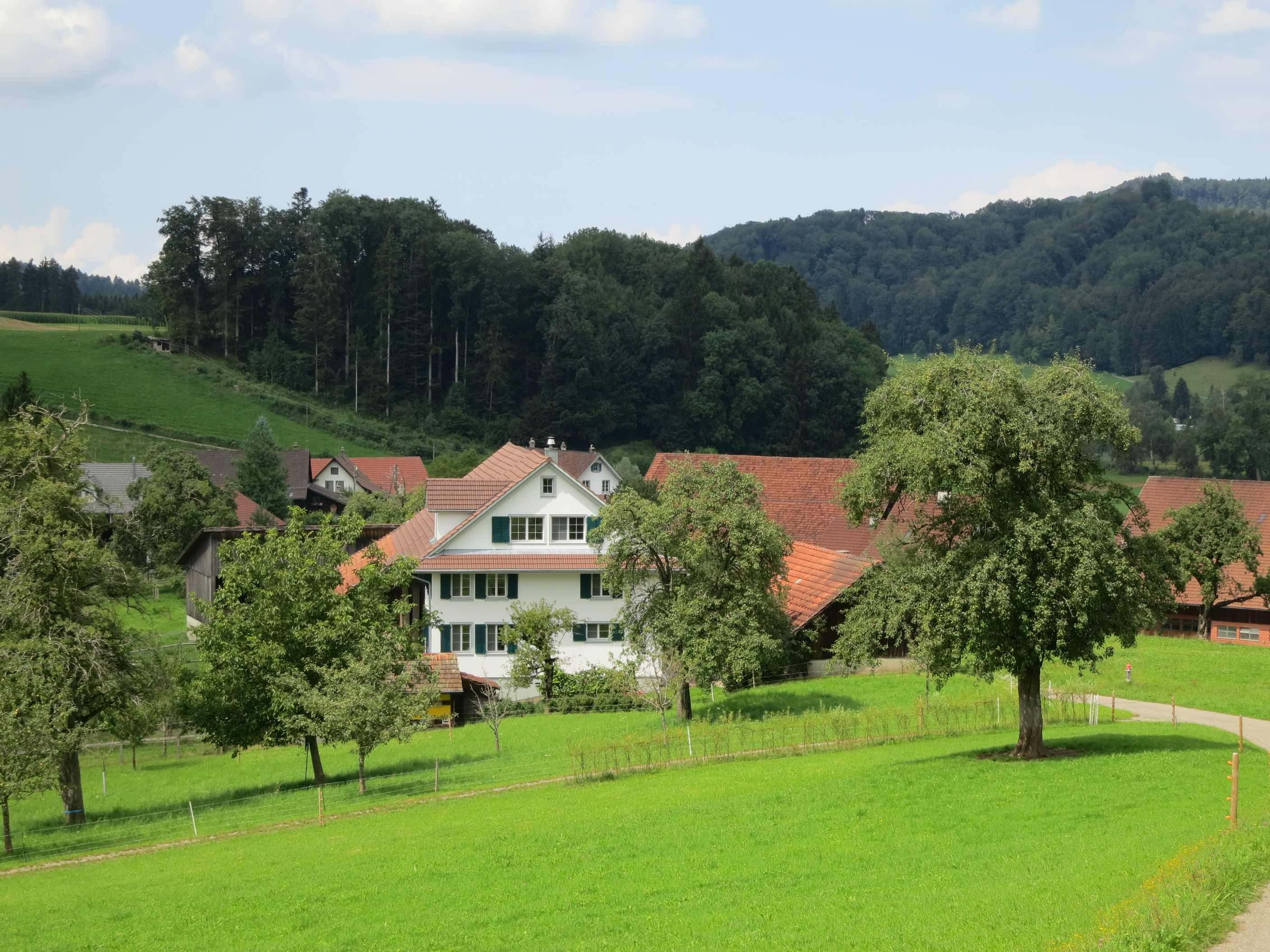
Vollenweid
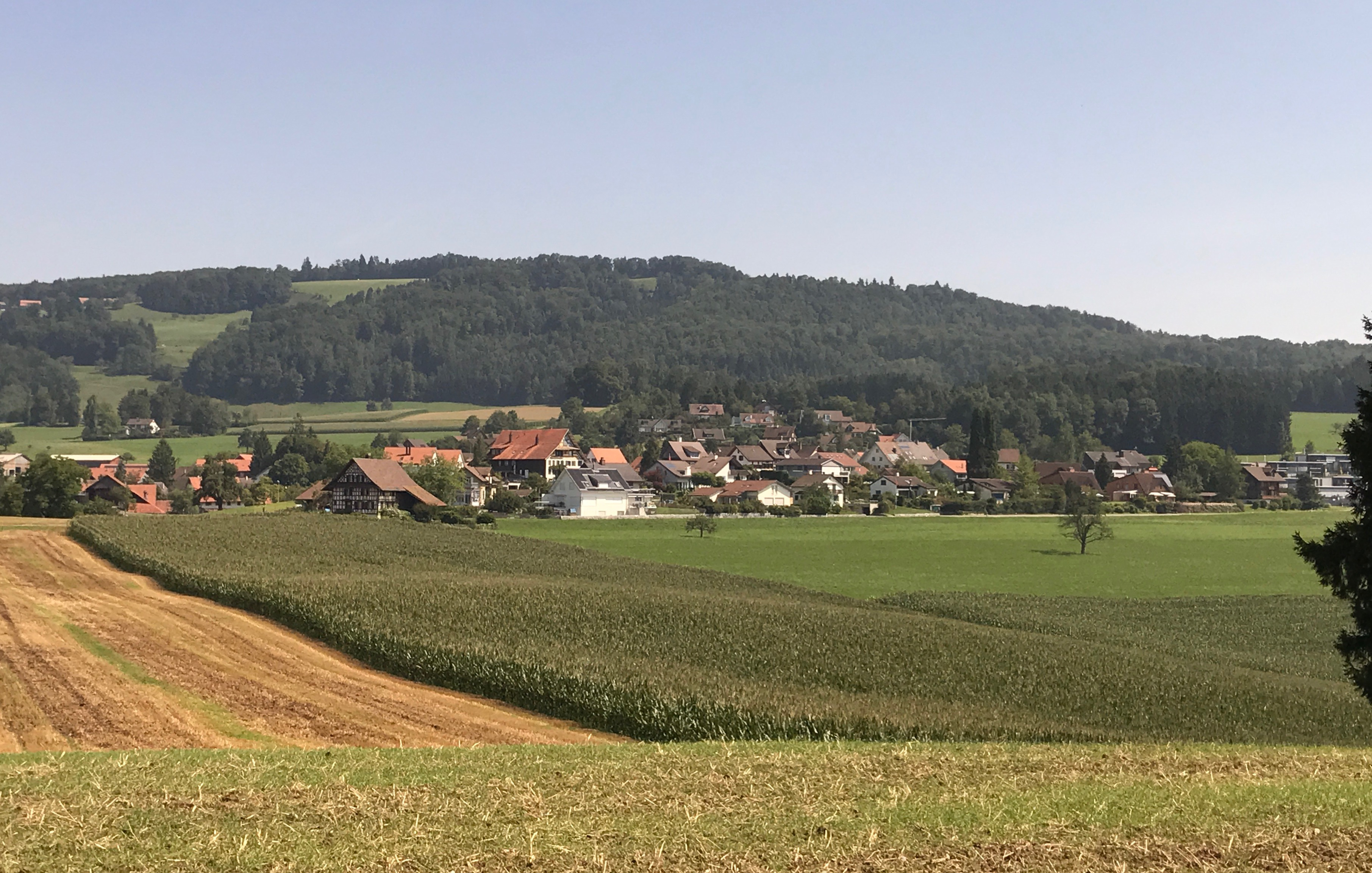
Ebertswil

### Sihlbrugg
Sihlbrugg, das noch zu drei anderen Gemeinden gehört, ist der südlichste Weiler der Gemeinde. Der Hausemer Anteil zählte 2007 11 Einwohner.

### Husertal
Der Weiler Husertal liegt am Südwestfuss des Albishorns östlich von Hausen am Albis, zwischen den Weilern Oberalbis, Schweikhof und dem Dorf Ebertswil. Der Weiler zählte 50 Einwohner im Jahr 2000.

### Türlen
Türlen liegt am Türlersee und ist circa drei Kilometer vom Dorfzentrum entfernt.

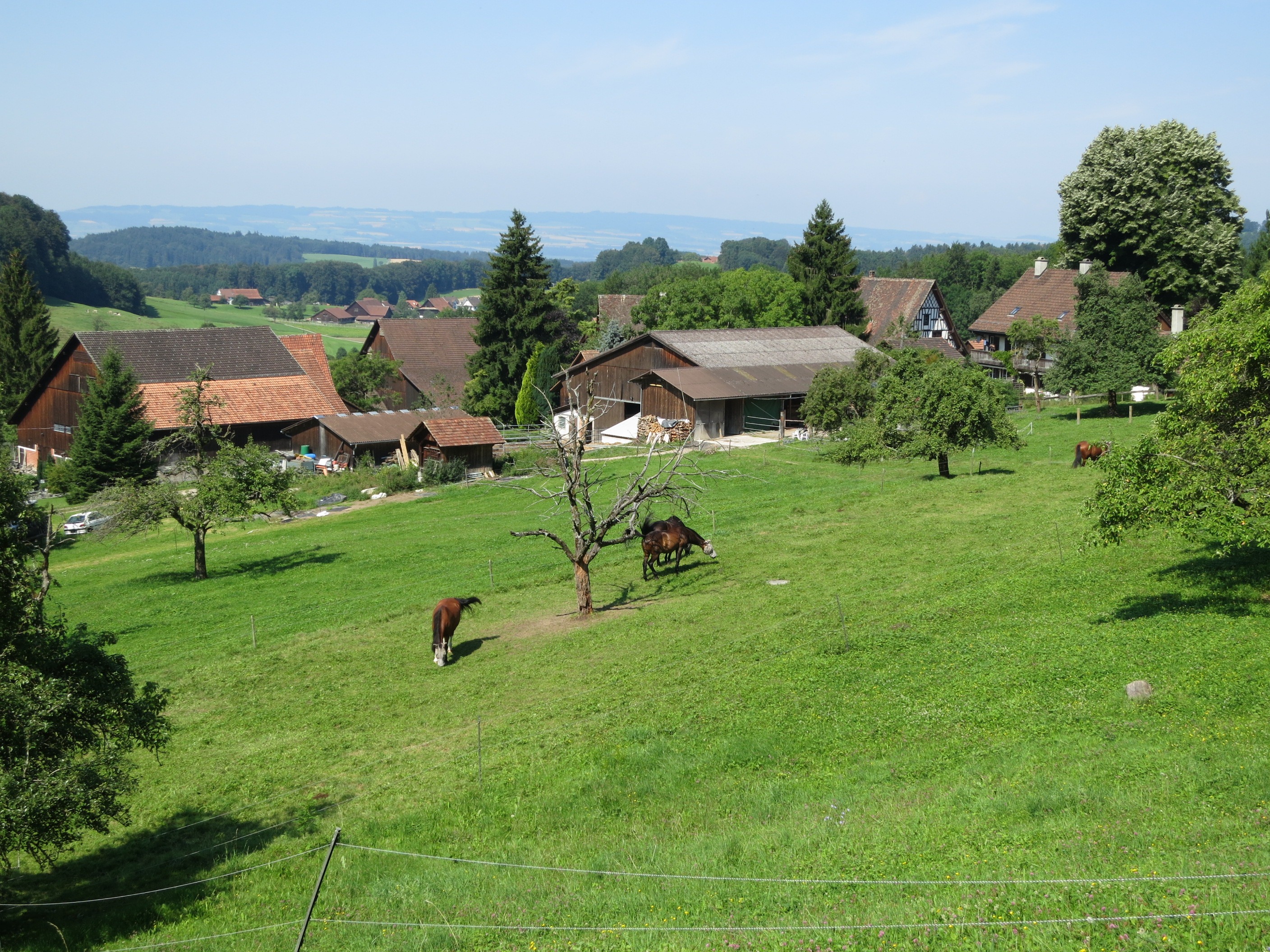
Tüfenbach und Vollenweid (Hintergrund)
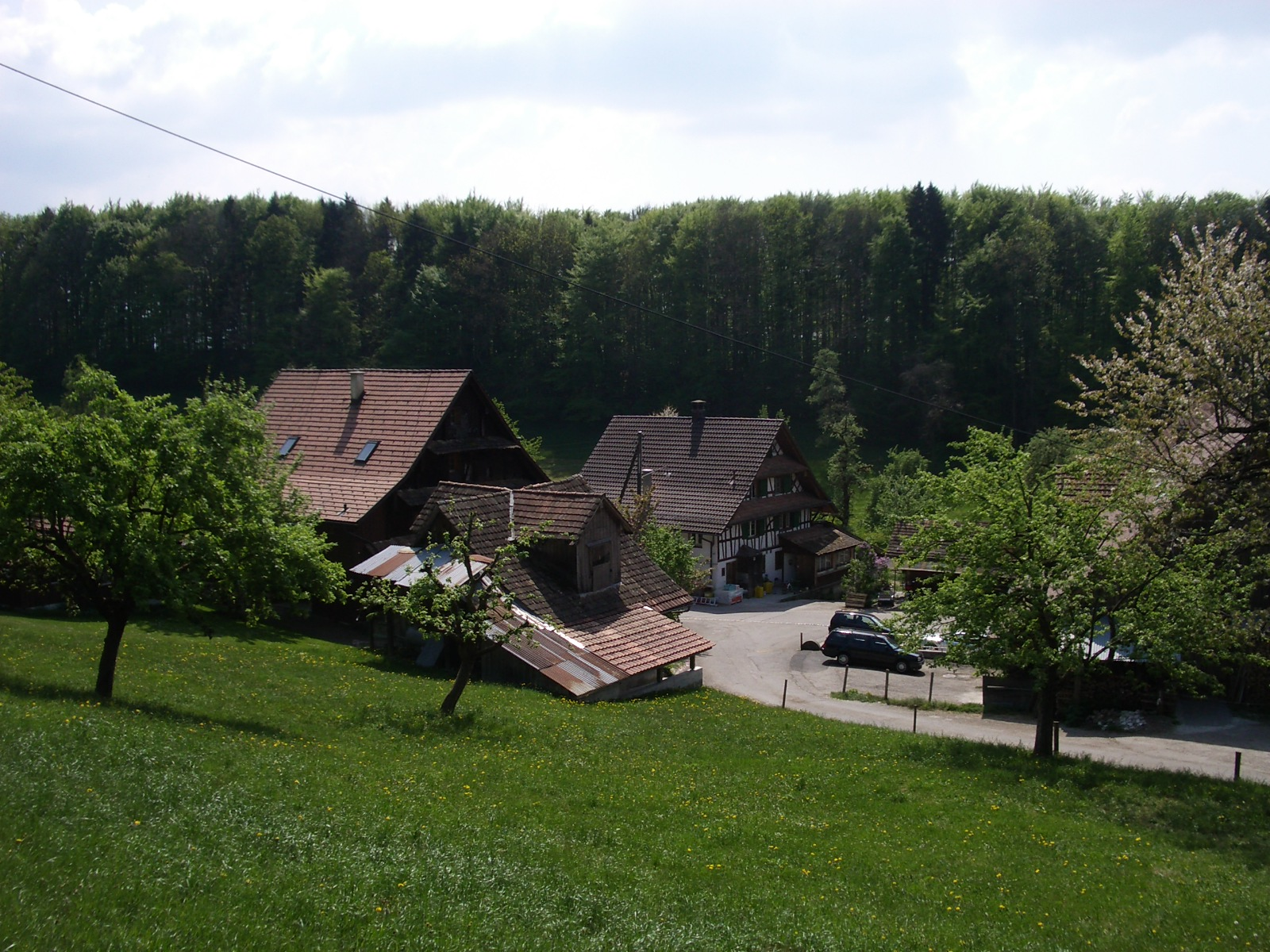
Hinteralbis
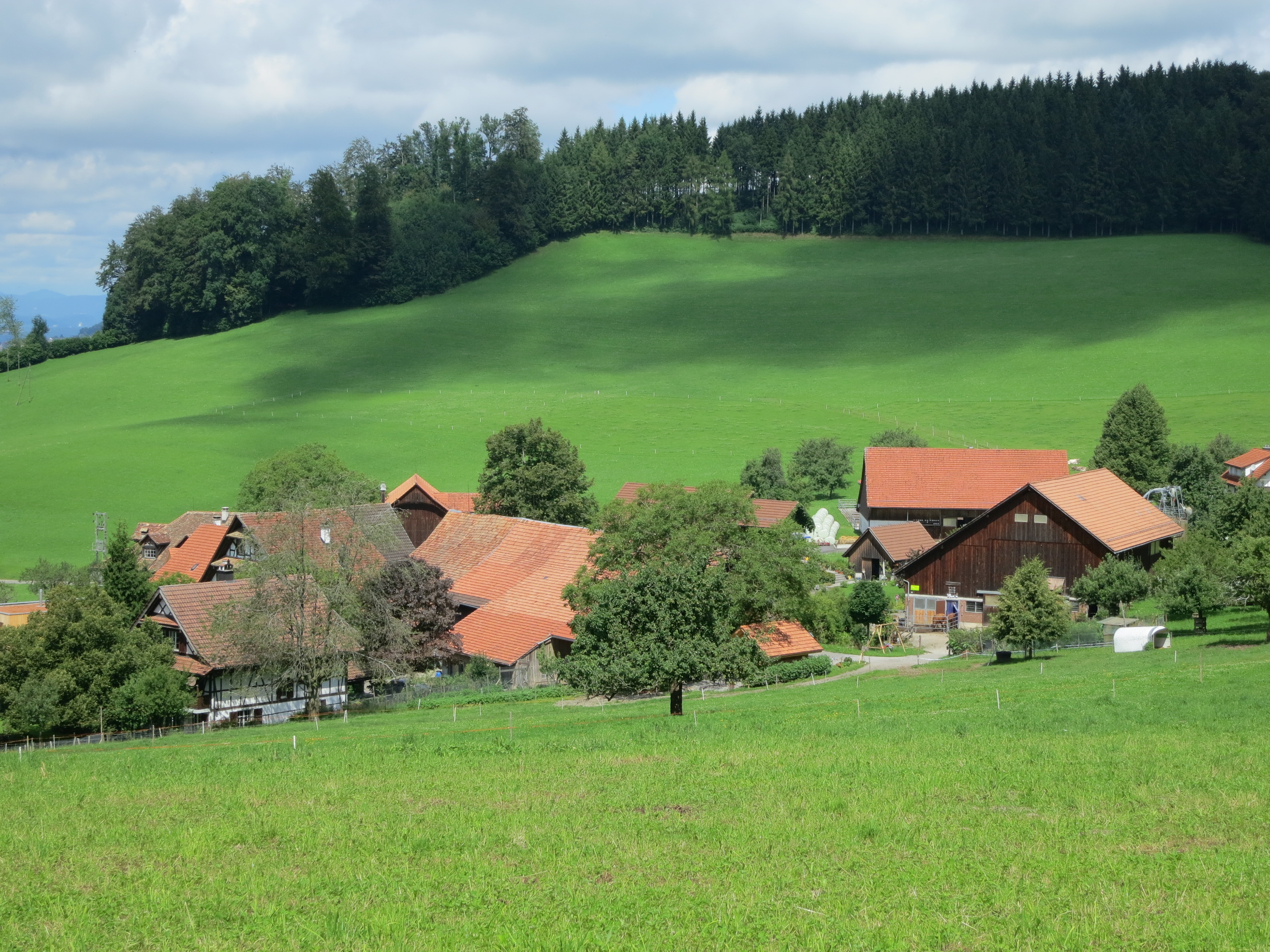
Oberalbis
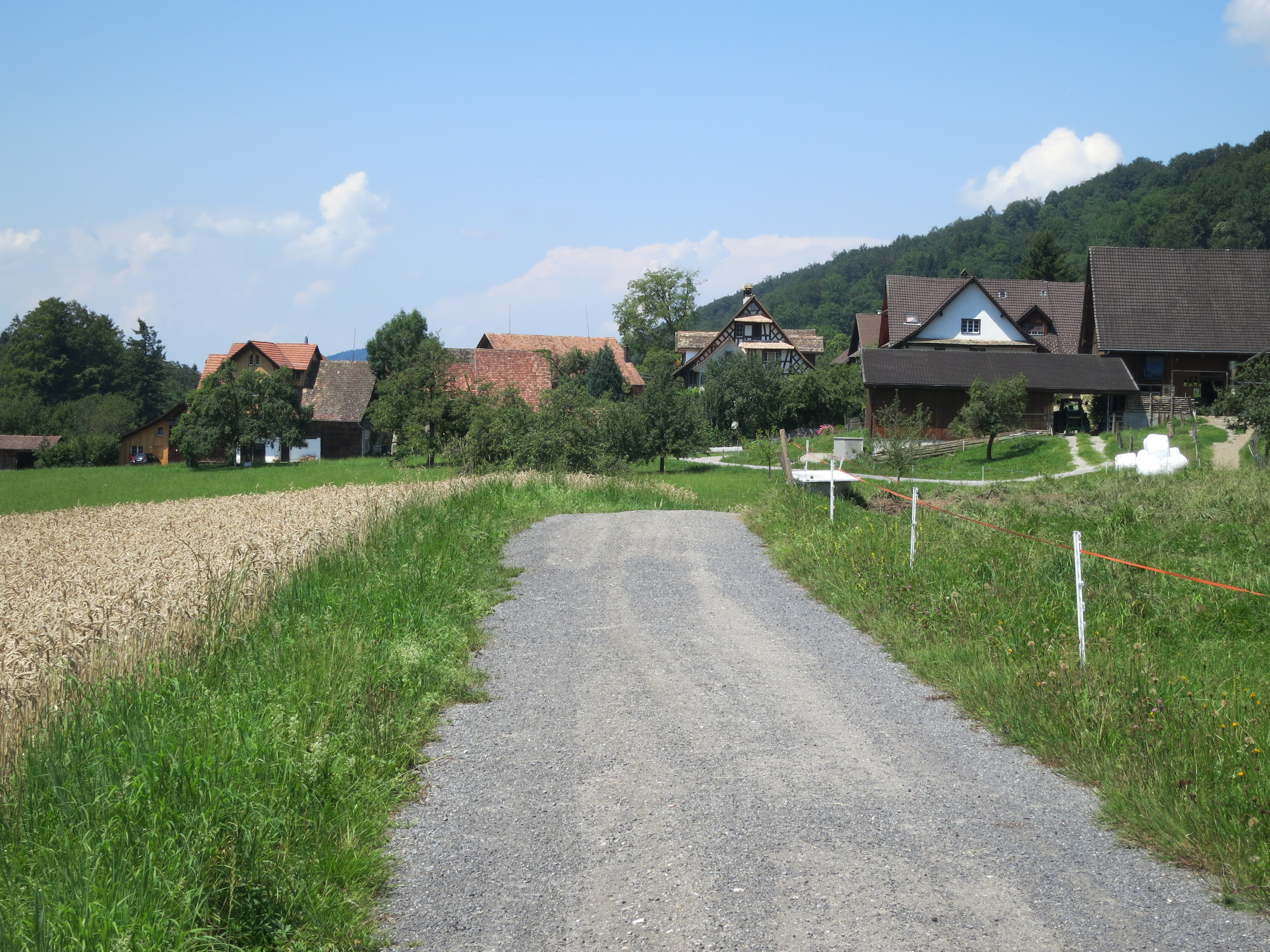
Husertal
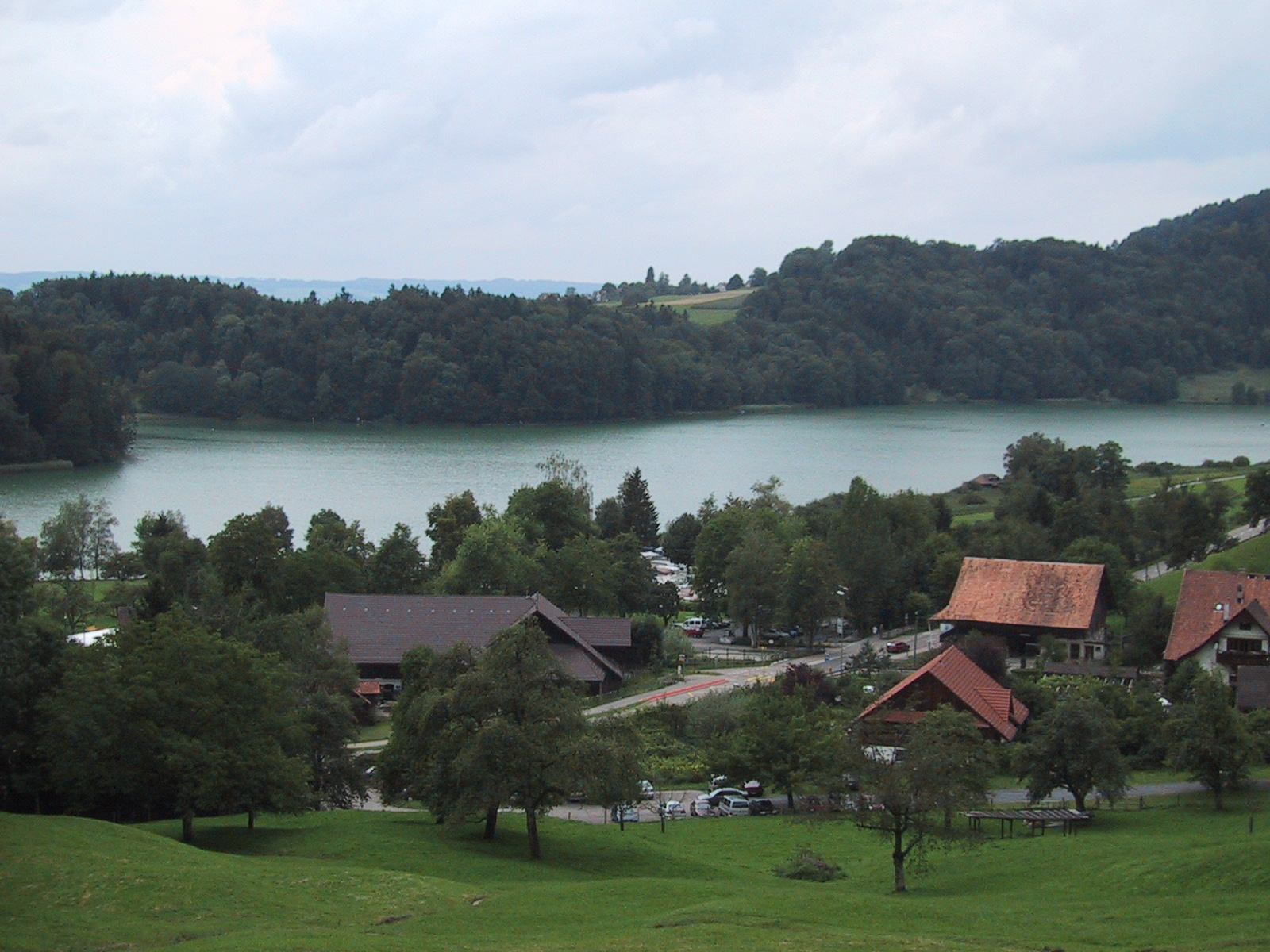
Türlen am Türlersee

## Geschichte

### Herrschaftsverhältnisse im Mittelalter
Hausen am Albis wurde im Jahre 869 erstmals als Huson urkundlich erwähnt, der heutige Ortsteil Heisch 1184 als Heinsche. Die Herren über Hausen waren während dieser Zeit die Freiherren von Eschenbach; sie waren es auch, die 1150 die Schnabelburg auf dem Albisgrat errichteten und 1185 die Zisterzienserabtei Kappel stifteten. 1309 wurde ihre Herrschaft durch die Zerstörung der Schnabelburg beendet, weil Walther von Eschenbach an der Ermordung von König Albrecht beteiligt war. Die Folge war, dass Hausen am Albis den Hallwylern unterstellt wurde, welche es 1406 der Stadt Zürich abtraten.

### Reformation
Das Kloster Kappel schloss sich unter Abt Wolfgang Joner sehr früh der Reformation Zwinglis an. Unter diesem Einfluss und um den drückenden Kirchenabgaben zu entgehen, schlugen sich auch die Hausemer auf die Seite der Reformierten. 1527 wurde Hausen selbständige Kirchgemeinde.
In der Schlacht bei Kappel am 11. Oktober 1531 fielen an der Seite von Huldrych Zwingli auch neun Mitstreiter aus Hausen. Adam Näf aus der Vollenweid rettete das Zürcher Banner und erhielt dafür von der Stadt Zürich das «Näfenhaus» in Kappel als Lehen. Der «Milchsuppenstein» (Kappeler Milchsuppe) an der Gemeindegrenze und das Zwinglidenkmal auf Gemeindegebiet Kappels erinnern an diese Kriegswirren.

### Industrialisierung
1825 gründete Jakob Zürrer eine Ferggerei und beschäftigte bis zu 700 Seidenweber und -weberinnen in Heimarbeit. Seine Söhne Emil und Theophil führten die mechanische Seidenweberei ein, die mit der Zeit die Heimarbeit verdrängte. Das Unternehmen Weisbrod-Zürrer AG musste 2011 die Seidenweberei einstellen, ist jedoch weiterhin in Hausen am Albis ansässig.

## Wappen und Fahne
Das Wappen und Fahne von Hausen ist redend und zeigt ein Riegelhaus im blauen Feld.
Krauer (um 1860) zeigte ein perspektivisch gezeichnetes Riegelhaus, später, von etwa 1884 bis 1928, zeigten amtliche Drucksachen ein realistisch gezeichnetes Haus auf grünem Grund mit rauchendem Kamin und Lukarne in der ziegelgedeckten Dachfläche und mit einer Laube an der Traufseite.
Die Zürcher Wappenkommission versuchte 1928 erfolglos, der Gemeinde das perspektivische Haus als «unheraldisch» auszureden. Bei der Annahme des offiziellen Wappens und der Fahnes am 26. Januar 1929 hielt der Gemeinderat am perspektivisch gezeichneten Haus fest, willigte aber ein, den grünen Grund und die Laube wegzulassen.
Die von der Wappenkommission 1929 publizierte Postkarte zeigte das Haus dann noch
perspektivisch, mit rotem Fachwerk und mit grünen Fensterläden, mit der Blasonierung:
In Blau ein silbernes Haus mit roten Riegeln und rotem Dach
Das Wappenbuch von 1977 sollte die Gemeindewappen und Gemeindefahnen sanft modernisiert und in einheitlichem Stil zusammenführen. Hier wird das Hausemer Wappen und Fahne nun nicht mehr perspektivisch gezeichnet und erscheint mit der viel genaueren Blasonierung:
In Blau ein Riegelhaus in Traufsicht mit silbernem Sockel und Mauerwerk, rotem Dach und Gebälk, rechts zwei schwarzen Fenstern, links über schwarzem Kellereingang und Treppe schwarzer Türe und rechts aufgesetztem silbernem Kamin
Der Entwurf von 1977 hat sich nicht durchgesetzt, die Gemeinde verwendete bis 2015 weiter die perspektivische Form von 1929.
Seit 2016 hat die Gemeinde auf ihrer Website eine stark stilisierte Form des Wappens verwendet, die grünen Fensterläden sind verschwunden, aber das Haus ist immer noch eindeutig perspektivisch gezeichnet, Drucksachen der Gemeinden verwendeten aber noch 2019 mindestens teilweise die Form von 1929.

## Bevölkerung
| Jahr | Einwohner |
| ---- | --------- |
| 1762 | 840       |
| 1850 | 1450      |
| 1900 | 1408      |
| 1950 | 1588      |
| 2000 | 3036      |
| 2005 | 3203      |
| 2010 | 3362      |
| 2015 | 3476      |
| 2020 | 3797      |
| 2022 | 3879      |

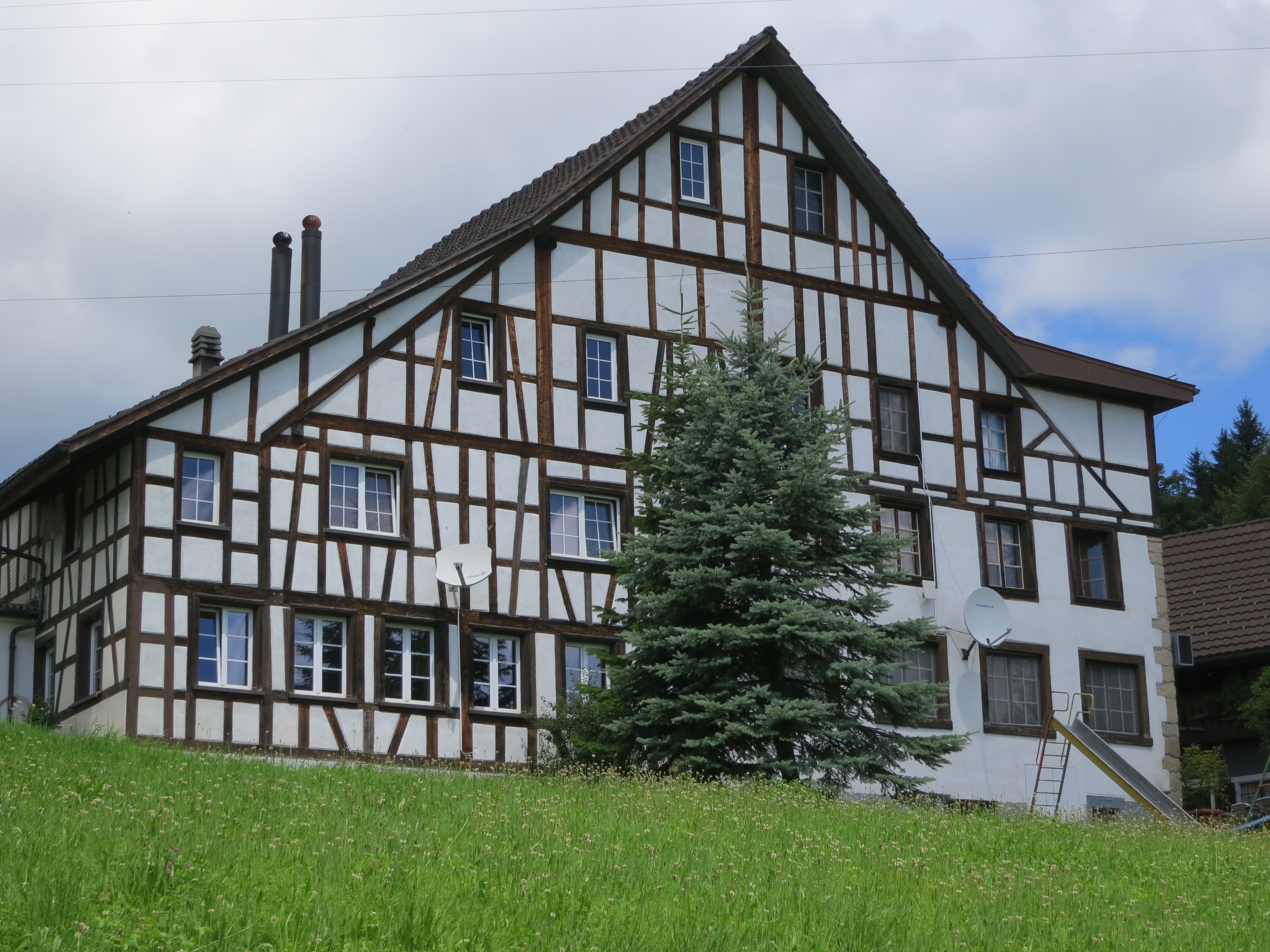
Restaurant Schweikhof, Ebertswil, ehemaliger Sennhof 1683 erwähnt, möglicher Vorposten der Schnabelburg im 14. Jh.

- Bevölkerungsdichte: 285,22 Einw./km²
- Konfessionszugehörigkeit: 32,15 % evangelisch-reformiert, 25,93 % römisch-katholisch, 41,92 % andere oder keine konfessionelle Zugehörigkeit (Stand 2022)[14]

## Politik
Gemeindepräsident ist Stefan Gyseler (FDP, Stand 2023).
Bei der Nationalratswahl 2019 erreichten die Parteien folgende Wähleranteile:
SVP 33,18 %, Grüne 16,74 %, SP 13,71 %, glp 12,42 %, FDP 11,14 %, EVP 4,06 %, CVP 3,93 %, BDP 1,61 %, EDU 1,38 % und andere (8) 1,82 %.
Die Wähleranteile bei der Nationalratswahl 2023: SVP 34,13 % (+0,95 %), SP 17,78 % (+4,07 %), glp 12,10 % (−0,32 %), FDP 10,34 % (−0,80 %), Grüne 9,99 % (−6,75 %), Die Mitte 6,96 % (+1,41 %), EVP 2,91 % (−1,15 %), Aufrecht Zürich 2,00 %, EDU 1,32 % (−0,07 %), andere (11) 2,48 %.

## Sehenswürdigkeiten

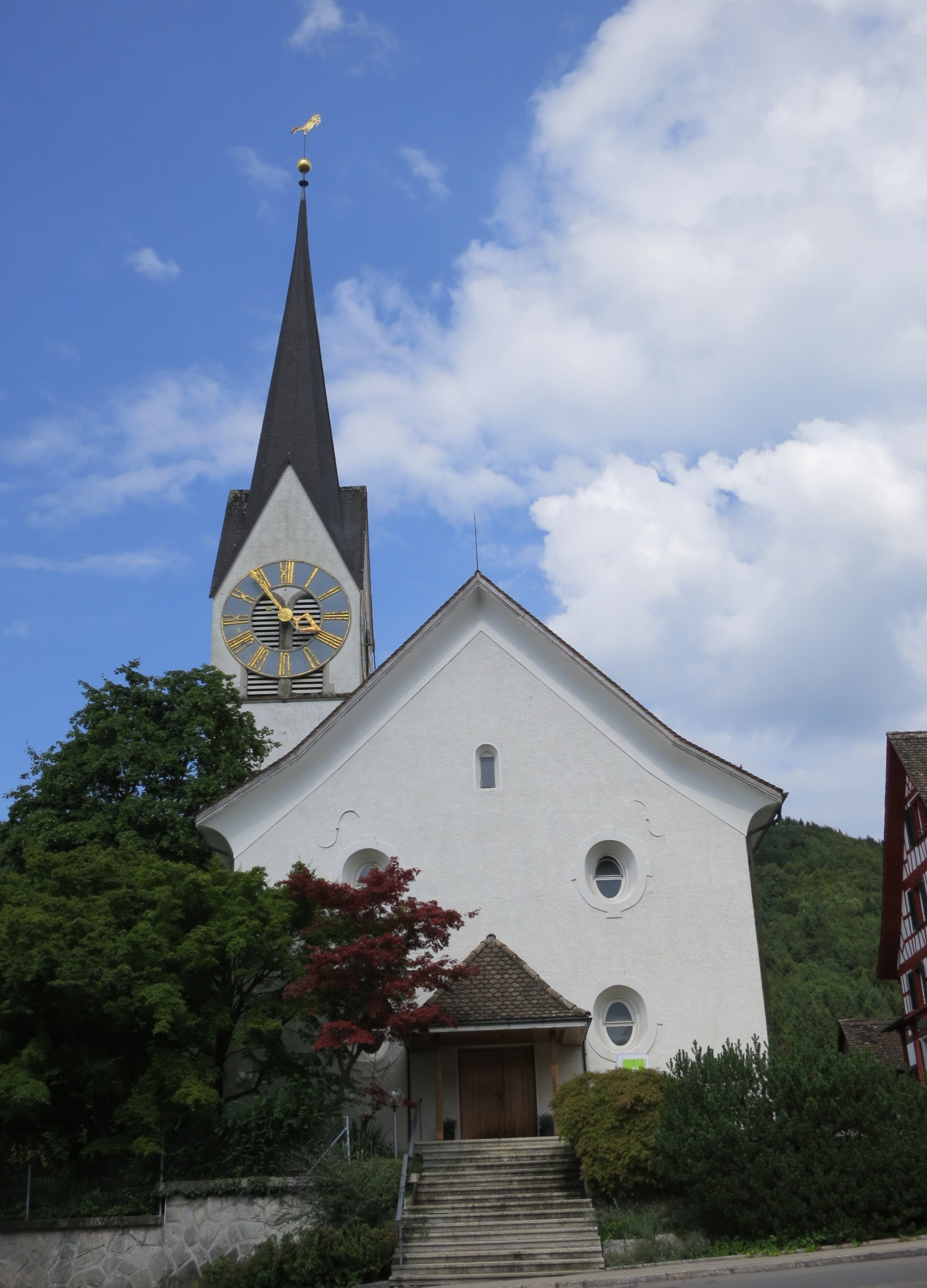
Reformierte Kirche, 1250 erwähnt
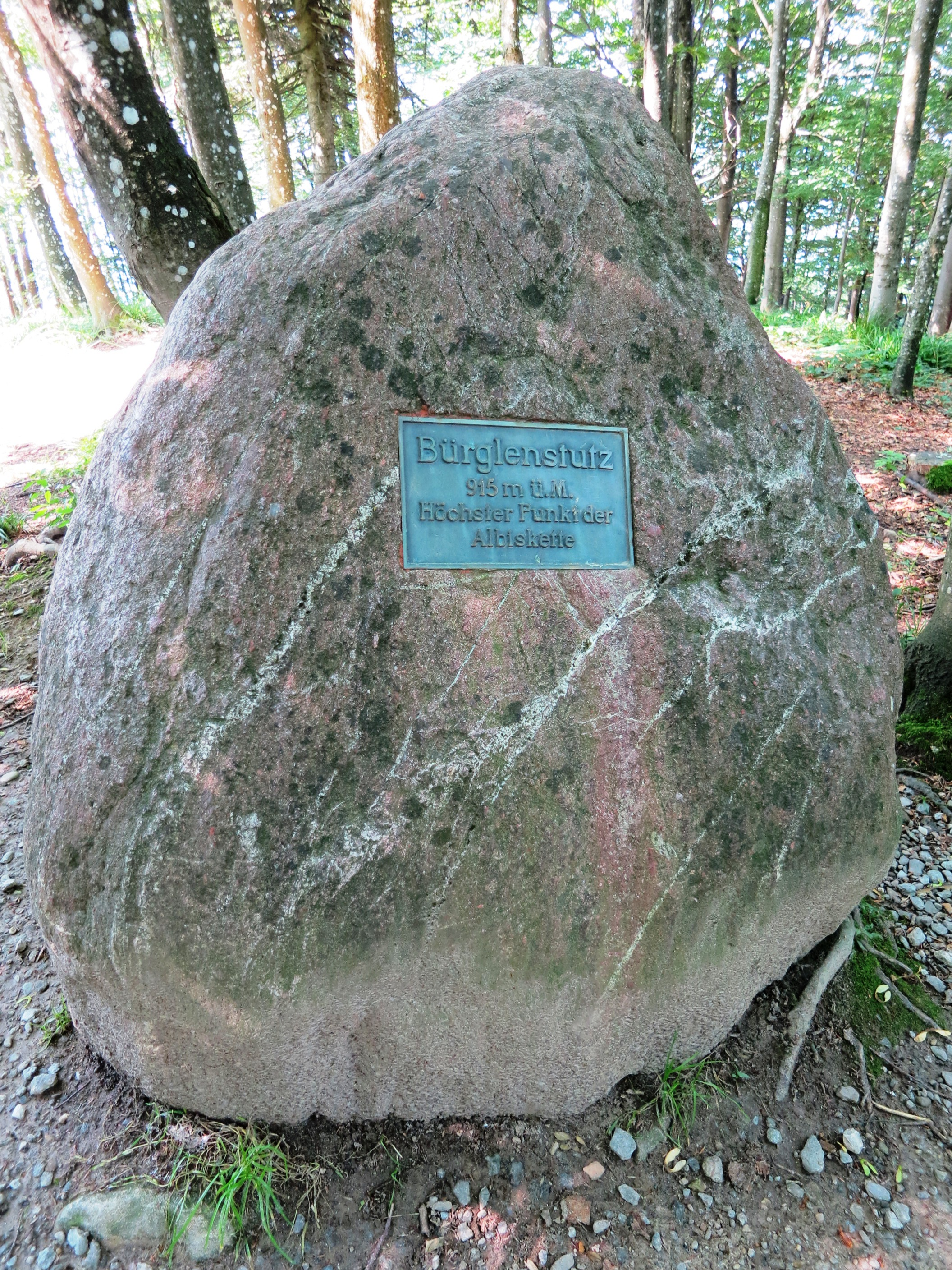
Bürglenstutz: höchster Punkt der Albiskette und der Gemeinde
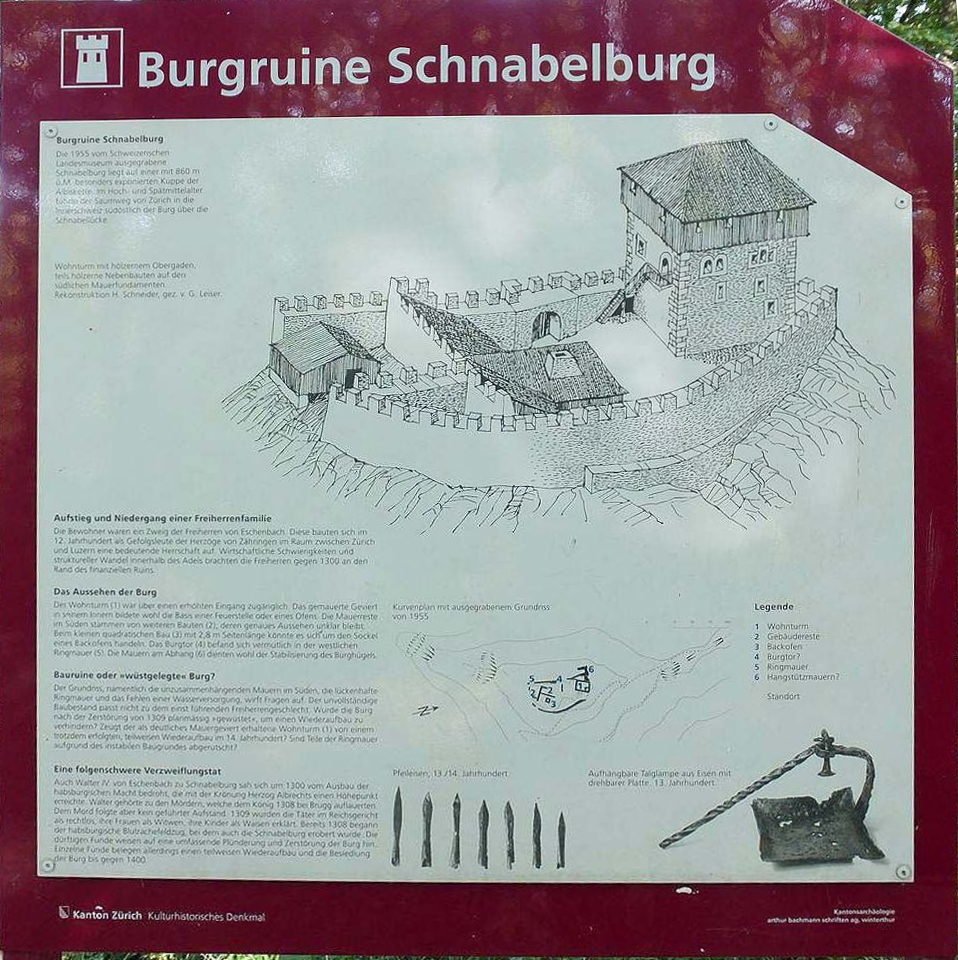
Ruine Schnabelburg
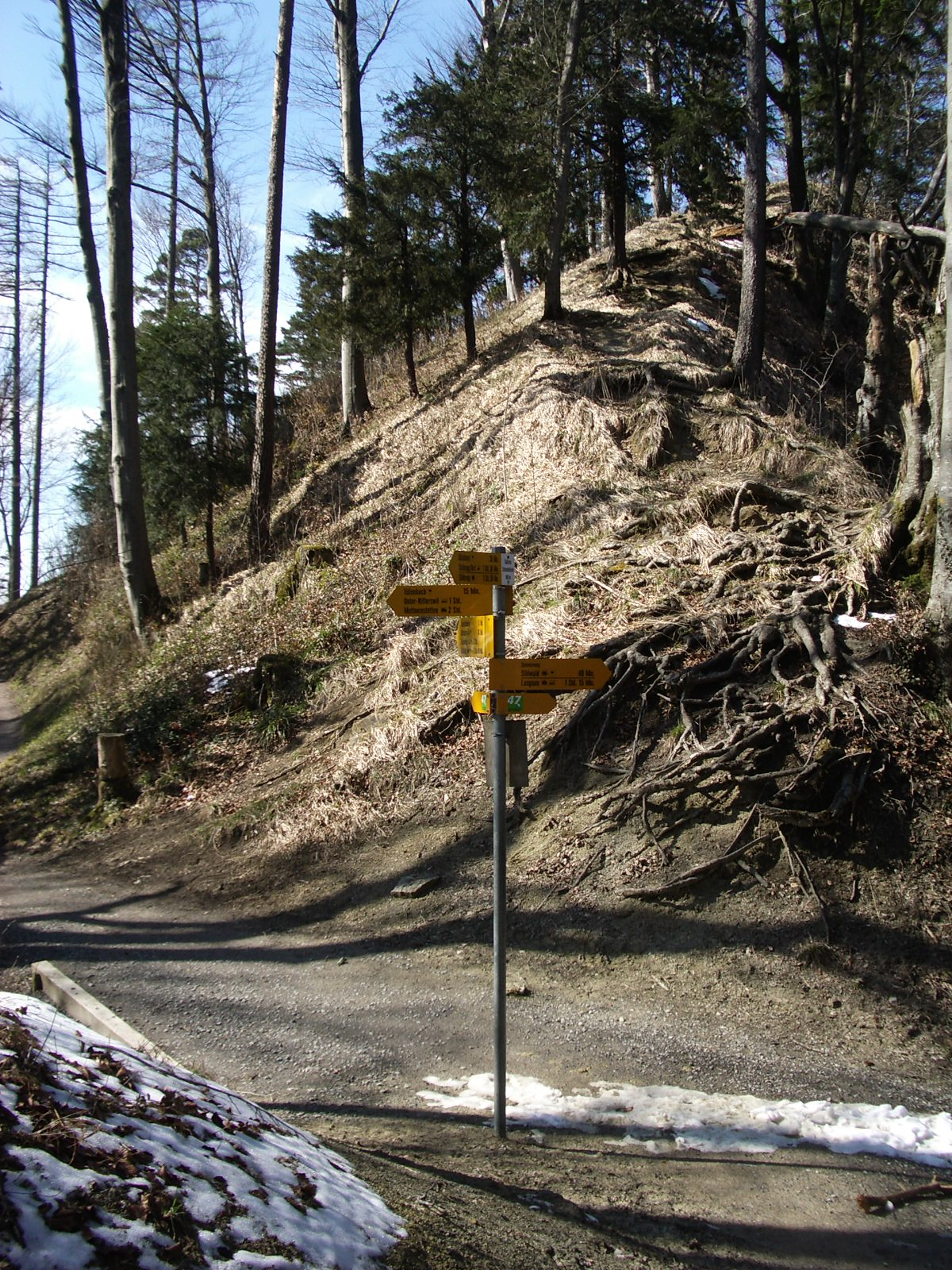
Südliche Schnabellücke, historischer Saumweg «Spinnerweg» ins Sihltal

In Hausen gibt es zwei Kirchen:
- Die reformierte Kirche wurde im Jahr 1751 errichtet. An gleicher Stelle hatte zunächst eine romanische Kirche gestanden, welche vor 1250 erbaut worden war, 1491 folgte ein zweiter Kirchbau.[18]
- Die katholische Kirche Herz Jesu stammt aus dem Jahr 1977. Der Vorgängerbau war eine Kapelle aus dem Jahr 1910. Im Turm hängt die 1499 gegossene Marienglocke, welche bis ins Jahr 1905 im Glockenturm der reformierten Kirche gehangen hatte.

## Albisbrunn

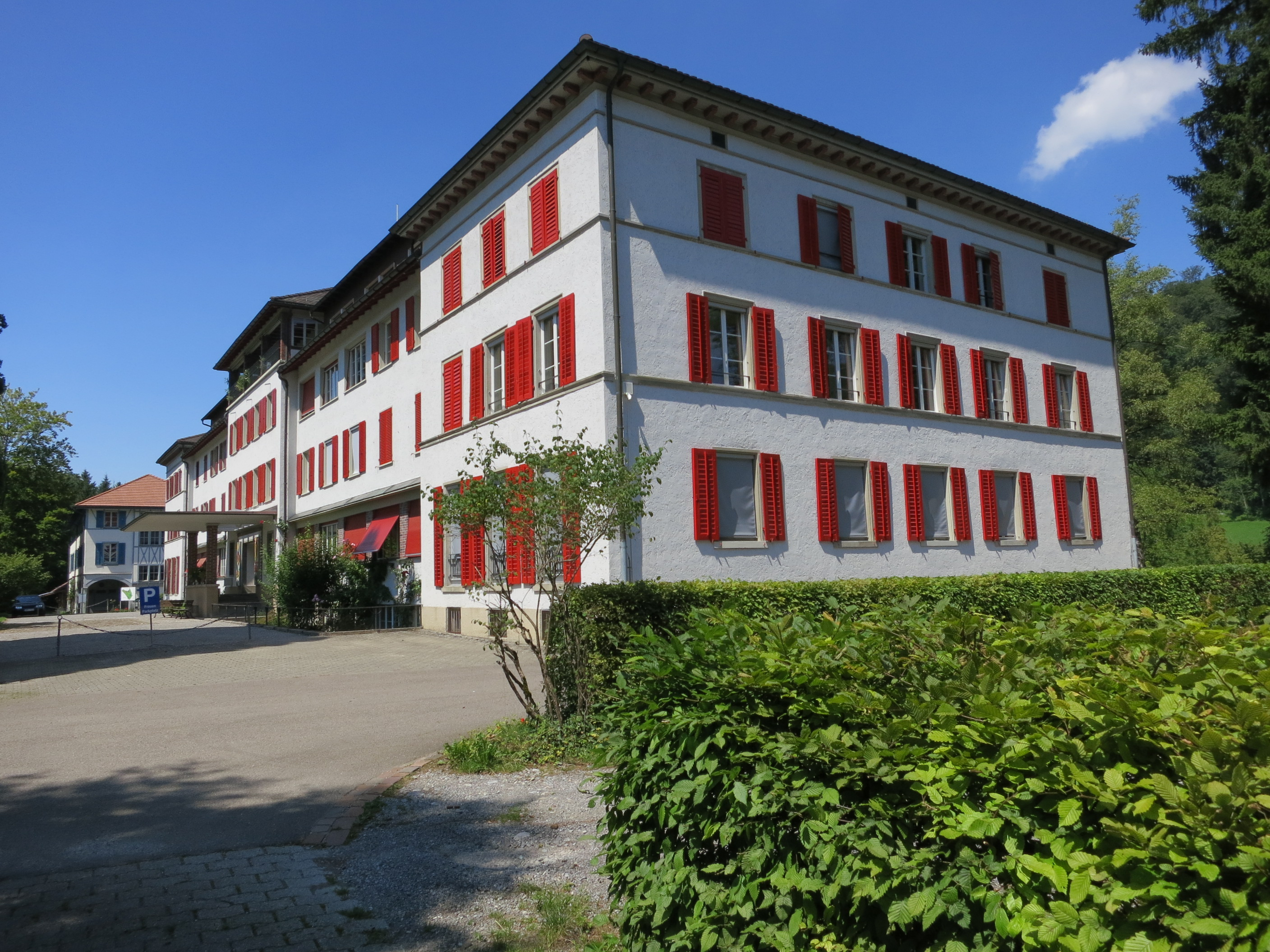
Ehemaliges Bad Albisbrunn

Die Kaltwasser-Heilanstalt Albisbrunn wurde 1839 vom Winterthurer Arzt Christoph Zacharias Wilhelm Brunner gegründet. Eine am Albishang entdeckte Quelle diente für verschiedene Behandlungen und Therapien mit «gutem Wasser». Empfohlen wurden auch Behandlungen von Erschöpfungen und Atemwegserkrankungen. Mit dem Kurbetrieb entstand ein vielfältiges gesellschaftliches Leben. Im Herbst 1851 verbrachte Richard Wagner zwei Monate im Albisbrunn, wo er Heilung von seinen Leiden (Gesichtsrose, Nesselfieber, chronische Darmverstimmungen) erhoffte. Hier entstand seine Konzeption zum Ring des Nibelungen.
Mangels Nachfrage ging der Kurbetrieb nach 1900 in einen reinen Hotelbetrieb über. 1924 errichtete Alfred Reinhart die Stiftung Landerziehungsheim Albisbrunn.